# Великая Албания

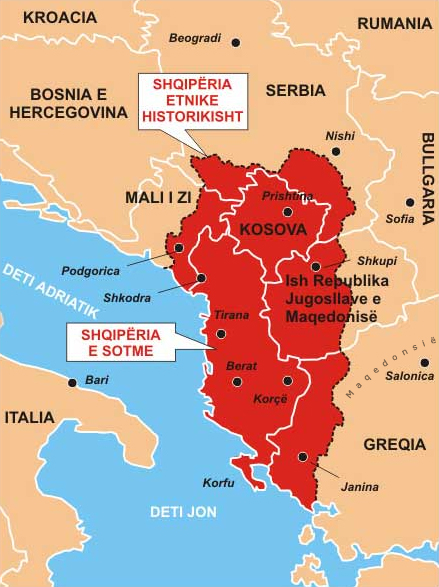
Максимальные границы «Великой Албании»

Вели́кая Алба́ния (алб. Shqipëria Etnike — «этническая Албания») — паналбанская идея воссоединения всех территорий, на которых албанский этнос превалирует над государствообразующим. Большая часть территории Великой Албании, на которую претендуют албанские националисты, находится в пределах бывшей Югославии.
Как следует из идей Великой Албании, к современной Албании должны быть присоединены северо-западные районы Северной Македонии, южные рубежи Сербии, включающие Косово и Прешевскую долину, и населённые албанцами южные районы Черногории. Неофициально в Великую Албанию идеологи албанского национализма включают и северные районы Греции, где почти не осталось албанского населения.
В годы Второй мировой войны паналбанская идея была реализована при помощи Италии и Германии.

## Идея Великой Албании во время Второй мировой войны

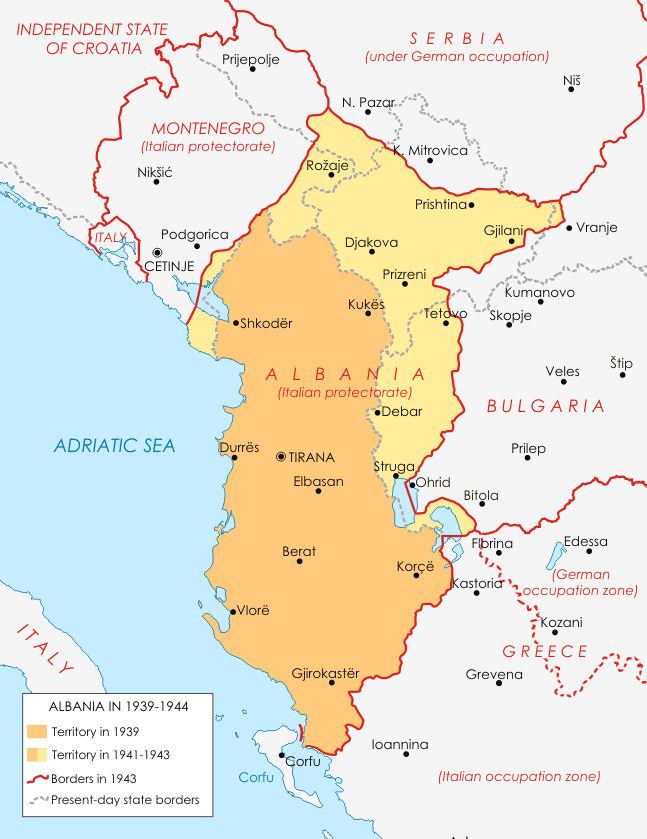
Границы Албании (1941-1945)

После оккупации Югославии в апреле 1941 года территория страны была поделена между странами оси. 12 августа 1941 указом итальянского короля Виктора Эммануила III на оккупированных албанских территориях учреждалось великое герцогство Албания, включающее также в себя территории Метохии, центрального Косово, западной части Северной Македонии и восточной Черногории.

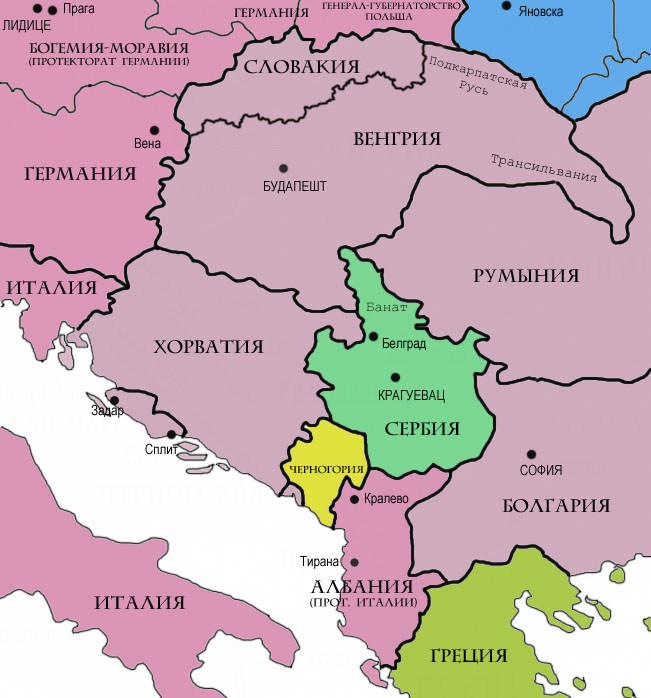
Расчленение Югославии в годы Второй Мировой войны

В первые же месяцы оккупации десятки тысяч домов сербских жителей были сожжены албанцами, а сами сербы были депортированы. За время войны около 100 тысяч сербов покинули Косово и бежали в Сербию и Черногорию. Около 10 тысяч сербов погибло от рук албанцев. Дома и усадьбы беженцев занимали албанцы, прибывавшие из Албании в соответствии с планом правительства Муссолини. Всего в Косово за период войны расселилось от 80 до 100 тысяч албанцев. Этническая чистка в Косово возглавлялась шовинистической великоалбанской организацией Балли Комбетар.
После капитуляции и выхода Италии из войны в 1943 году Косово было оккупировано немцами. В апреле 1944 года из албанцев была сформирована 21-я горная дивизия СС «Скандербег» (1-я албанская). Албанские эсэсовцы также проводили политику геноцида по отношению к славянскому населению. Идея Великой Албании поддерживалась также албанскими коммунистами. В январе 1944 года в Буянской резолюции Компартия Албании приняла решение, предусматривающее послевоенную аннексию Албанией Косово и Метохии.

## Албанский национализм в конце XX — начале XXI века

### Армия освобождения Косова
Крис Хеджес, долгое время работавший корреспондентом газеты «Нью-Йорк Таймс» на Балканах провёл тщательный анализ внутреннего состава и идеологии Армии освобождения Косова и условно выделил в ней три «фракции»:
1. Албанская мафия, специализирующаяся на торговле героином по маршруту Афганистан-Турция-Косово-Босния и Герцеговина-Западная Европа.
2. Сталинисты, корни которых в небольших военизированных отрядах маоистского толка. Их создание было инспирировано албанскими спецслужбами при жизни Энвера Ходжи. Эта «фракция» долгое время служила камнем преткновения между албанским президентом-антикоммунистом Сали Бериша и боевиками УЧК. Отношения между Беришей и УЧК нормализовались только после того, как большая часть сталинистов и сторонников бывшего члена Союза коммунистов Ибрагима Руговы были убиты по приказу Хашима Тачи. Часть убийств была осуществлена боевиками УЧК, одетыми в форму сербских полицейских.
3. Неофашисты. «Фракцию» возглавляют дети и внуки тех, кто во Вторую мировую войну были участниками фашистских военизированных формирований «Балли Комбетар» и 21-й албанской дивизии СС «Скандербег». Это отчасти объясняет решение лидеров УЧК облачить боевиков в чёрную форму и в качестве приветствия выбрасывать вперёд руку. На Западе были сильно смущены такой атрибутикой, напоминающей о фашистских корнях. Под давлением Запада лидеры УЧК изменили приветствие: теперь оно похоже на то, что принято в армии США, — открытая ладонь у виска.

### Позиция греческого министра
В 2009 году министр культуры Греции Андонис Самарас в интервью греческой телекомпании заявил, что «Скопье [то есть Бывшая Югославская Македония] скоро развалится и перестанет существовать как единый субъект международных отношений». 
При этом Самарас считает, что Греции не нужно опасаться создания Великой Албании и Великой Болгарии. Фактически министр культуры Греции, считает, что наличие страны узурпирующей греческое имя Македония представляет для Греции большую угрозу, чем зарождающаяся «Великая Албания».